# Order św. Marii Magdaleny (Polska)
Order Świętej Równej Apostołom Marii Magdaleny lub Order św. Marii Magdaleny – najwyższe odznaczenie nadawane przez Polski Autokefaliczny Kościół Prawosławny, ustanowione 28 marca 1972 r. Jest przyznawane za pracę dla dobra Cerkwi i bliźniego. Obecnie jest pięcioklasowym orderem.
Order przyznaje Sobór biskupów Polskiego Autokefalicznego Kościoła Prawosławnego.